# The Big Snit
The Big Snit és un curtmetratge d'animació de 1985 escrit i dirigit per Richard Condie i produït pel National Film Board of Canada.

## Argument
Una parella casada juga a un joc de Scrabble que s'ha estancat perquè el marit és incapaç de dir una paraula. Els dos van per camins separats; mira el seu programa de televisió favorit, "Sawing for Teens", mentre la seva dona treballa netejant la casa. Mentre el marit s'adorm, "Sawing for Teens" s'interromp per l'avís d'emergència: ha esclatat una severa guerra nuclear a tot el món i el gat talla el cable elèctric del televisor. Quan el marit es desperta, mira per la finestra per veure que els carrers han caigut en el caos, i torna al tauler de joc, inconscient del cataclisme global, i dona un cop d'ull a les cartes de la seva dona. L'esposa, acabada de netejar i també desconeguda, l'enxampa en el fet, cosa que ell nega. I aleshores, els dos comencen a discutir per cada petit defecte que té cadascun, fins al punt que la dona fuig plorant.
El marit veu una foto antiga d'ell i de la seva dona a l'"Expo 1957" (una parodia de l'Expo 67 de la vida real), provocant records de la parella en temps més feliços. Incapaç de consolar la seva dona, comença a tocar la concertina (malament), que suavitza prou la seva dona perquè tots dos es reconciliïn. Mentre el gat s'arrossega per deixar-lo sortir, el marit l'obliga i s'allarga cap al pom de la porta. En aquell moment, seguint un retall d'una vista a vista d'ocell que s'apropa ràpidament de la seva casa, un resplendor blanc emana del forat de la pany i el marit es vaporitza, la qual cosa implica que una bomba nuclear ha colpejat la casa i que tothom ha estat assassinat a l'instant.
Aleshores, la porta s'obre i, en lloc de caos, es veu una visió del Cel fora. La parella, sense saber la seva aparent mort, es meravella davant la bellesa de l'escena i decideix tornar al seu joc d'Scrabble.

## Repartiment de veu
- Jay Brazeau com el marit
- Ida Osler com l'esposa
- Randy Woods com a amfitrió de "Sawing for Teens".
- Bill Guest com a locutor de l'estació

## Recepció i llegat
La pel·lícula va rebre 17 premis, incloent el Gran Premi al Festival Mundial de Cinema de Montreal, el Premi Especial del Jurat d'Humor al Festival Mundial de Pel·lícules d'Animació de Zagreb, l'Agulla d'Or al Millor Curtmetratge al Festival Internacional de Cinema de Seattle, Millor pel·lícula d'animació al Festival de Cinema de Tampere, la Placa de Plata d'Animació al Festival Internacional de Cinema de Chicago, el Premi Hiroshima al Festival Internacional d'Animació d'Hiroshima, el Premi Internacional de la Crítica de Cinema FIPRESCI al Festival Internacional de Cinema d'Animació d'Annecy i un Premi Genie al millor curtmetratge d'animació. També va ser nominat per a un Oscar al millor curtmetratge d'animació als Premis Oscar de 1985.
El 1994, fou votat el #25 dels 50 Greatest Cartoons de tots els temps pels membres del camp d'animació classificat, i va ser el dibuix animat més alt de la llista que era de l'NFB. També es va incloure a l'Animation Show of Shows. L'expert en animació Charles Solomon la va citar com una de les millors pel·lícules d'animació de la dècada de 1980.

### En la cultura popular
The Big Snit va inspirar una escena de Scrabble al segon episodi de la primera temporada d’Els Simpsons "Bart the Genius".